# Группа «Дип пёрпл»: Пионеры «тяжёлого металла»
«Группа „Deep Purple“: Пионеры „тяжёлого металла“» — документальный музыкальный фильм, посвящённый истории группы Deep Purple.

## Сюжет
Документальная картина включает в себя интервью с участниками группы, а также раритетные концертные записи разных периодов.

## В фильме снимались
- Ричи Блэкмор
- Джон Лорд
- Джо Линн Тёрнер
- Иэн Гиллан
- Род Эванс
- Гленн Хьюз
- Дэвид Ковердейл

## Песни в фильме
- Hush
- Kentucky Woman
- Smoke on the Water
- Black Night
- Strange Kind of Woman
- Woman from Tokyo